# لويس ريفيرا
لويس ريفيرا (بالإسبانية: Luis Alberto Rivera Morales) هو منافس ألعاب قوى مكسيكي، ولد في 12 أكتوبر 1987 في اغوا بريتا ‏ في المكسيك.

## وصلات خارجية
- لويس ريفيرا على موقع الاتحاد الدولي لألعاب القوى (الإنجليزية)
- لويس ريفيرا على موقع الدوري الماسي (الإنجليزية)
- لويس ريفيرا على موقع أوليمبيديا (الإنجليزية)